# Qarah Qayah
Qarah Qayah (persiska: قَرَه قَيَۀ شَكَرلو, قره قيه, Qarah Qayah-ye Shakarlū) är en ort i Iran.   Den ligger i provinsen Östazarbaijan, i den nordvästra delen av landet, 500 km nordväst om huvudstaden Teheran. Qarah Qayah ligger 583 meter över havet och antalet invånare är 602.
Terrängen runt Qarah Qayah är kuperad åt sydost, men åt nordväst är den platt. Terrängen runt Qarah Qayah sluttar norrut. Runt Qarah Qayah är det ganska glesbefolkat, med 42 invånare per kvadratkilometer. Närmaste större samhälle är Abīsh Aḩmad, 9,8 km söder om Qarah Qayah. Trakten runt Qarah Qayah består till största delen av jordbruksmark.